# Cueva del Mediano
La cueva del Mediano es un abrigo con representaciones rupestres localizado en el término municipal de Los Barrios, provincia de Cádiz (España). Pertenece al conjunto de yacimientos rupestres denominado Arte sureño, muy relacionado con el arte rupestre del arco mediterráneo de la península ibérica.
El abrigo formado por la erosión de roca arenisca tiene forma semicircular con una altura de 2.5 metros y unas anchura y profundidad de 7 metros. Se encuentra situado en la loma de los Garlitos, junto al valle de Valdespera. El abrigo, junto a sus representaciones rupestres, fueron descritas por primera vez por el arqueólogo francés Henri Breuil en 1929 en su obra Rock paintings of Southern Andalusia. A description of a neolithic and copper age Art Group donde publicó un calco de las pinturas visibles en aquel momento. Se establecen paralelismos entre estas representaciones y las de la Cueva del Arco de Medina Sidonia y la Cueva de Chinchilla de Jimena de la Frontera con representaciones zoomorfas de la Edad de Bronce. 
En la investigación realizada por Uwe y Uta Topper en la región en 1988 creyeron localizar la covacha descrita por Breuil pero encontraron que sus paredes y techo estaban llenas de hollín y de una capa de calcio que hacía que las representaciones rupestres no fueran visibles. Sin embargo, los Topper debieron confundir la situación de la cueva del Mediano, ya que fue localizada en la primavera de 1992 y pudieron ser observadas la mayor parte de las pinturas rupestres. Aparecen en esta covacha dos grupos diferenciados de pinturas. El primer grupo presenta ocho antropomorfos y varios pectiniformes. El segundo grupo es un panel con varios zoomorfos y signos esquemáticos y punteaduras.